# Bristol Flyers
Los Bristol Flyers es un equipo de baloncesto inglés que compite en la BBL, la primera división del país. Tiene su sede en Stoke Gifford, un suburbio al norte de Bristol y disputa sus partidos en el WISE Arena, que tiene un aforo para 750 espectadores.

## Historia
El club surgió en 2006 de la fusión de otros dos clubes, los Filton Flyers y la Bristol Academy, conocidos hasta 2005 como los Bombers. Ambos equipos competían en la tercera división inglesa, y compartían cahcha de juego, el WISE Arena. El nuevo equipo se denominó Bristol Academy Flyers y ascendió a la segunda división al año siguiente.
En junio de 2013 se anunció que el equipo pasaba a ser propiedad de Stephen Lansdown, dueño a su vez del equipo de fútbol del Bristol City. Y como parte del acuerdo, pasarían a formar parte de la British Basketball League en 2014.

## Nombres
- Bristol Academy Flyers (2006-2014)
- Bristol Flyers (2014-)

## Temporadas
| Temporada              | División   | Grado | Temporada regular | Temporada regular | Temporada regular | Temporada regular | Temporada regular | Temporada regular | Postemporada                                                | Trofeo                | Copa                  | Entrenador       |
| Temporada              | División   | Grado | Final             | P. jugados        | Ganados           | Perdidos          | Puntos            | % victorias       | Postemporada                                                | Trofeo                | Copa                  | Entrenador       |
| ---------------------- | ---------- | ----- | ----------------- | ----------------- | ----------------- | ----------------- | ----------------- | ----------------- | ----------------------------------------------------------- | --------------------- | --------------------- | ---------------- |
| Bristol Academy Flyers |            |       |                   |                   |                   |                   |                   |                   |                                                             |                       |                       |                  |
| 2006–2007              | EBL Div. 2 | III   | 2º                | 22                | 19                | 3                 | 38                | 0.863             | Pierde en cuartos de final ante Birmingham Athletics, 68–74 | Runner-up (PC)        | Cuartos de final (NC) | Andreas Kapoulas |
| 2007–2008              | EBL Div. 1 | II    | 4º                | 18                | 10                | 8                 | 20                | 0.555             | Pierde en semifinales ante Manchester Magic, 88–67          | 1ª ronda (NT)         | Cuartos de final (NC) | Andreas Kapoulas |
| 2008–2009              | EBL Div. 1 | II    | 5º                | 18                | 9                 | 9                 | 18                | 0.500             | Pieder en cuartos de final ante Sheffield Arrows, 94–80     | 1ª ronda (NT)         | 2ª ronda (NC)         | Andreas Kapoulas |
| 2009–2010              | EBL Div. 1 | II    | 4º                | 22                | 16                | 6                 | 32                | 0.727             | Pierde en cuartos de final ante Derby Trailblazers, 79–65   | Cuartos de final (NT) | Campeones (NC)        | Andreas Kapoulas |
| 2010–2011              | EBL Div. 1 | II    | 1º                | 18                | 15                | 3                 | 30                | 0.833             | Pierde en semifinales ante Leeds Carnegie, 81–85            | 2ª ronda (NT)         | Finalista (NC)        | Andreas Kapoulas |
| 2011–2012              | EBL Div. 1 | II    | 2º                | 24                | 18                | 6                 | 36                | 0.750             | Pierde en semifinales ante Derby Trailblazers, 55–74        | Finalista (NT)        | Finalista (NC)        | Andreas Kapoulas |
| 2012–2013              | EBL Div. 1 | II    | 2º                | 26                | 18                | 8                 | 36                | 0.692             | Pierde en cuartos de final ante Worthing Thunder, 71–76     | Semifinales (NT)      | Finalista (NC)        | Andreas Kapoulas |
| 2013–2014              | EBL Div. 1 | II    | 7º                | 26                | 14                | 12                | 28                | 0.538             | Pierde en cuartos de final ante Essex Leopards, 65–57       | 1ª ronda (NT)         | Cuartos de final (NC) | Andreas Kapoulas |
| Bristol Flyers         |            |       |                   |                   |                   |                   |                   |                   |                                                             |                       |                       |                  |
| 2014–15                | BBL        | I     | 8º                | 36                | 13                | 23                | 26                | 0.361             | Cuartos de final, pierde con Newcastle Eagles               | 1ª ronda (BT)         | Semifinal (BC)        | Andreas Kapoulas |
| 2015–16                | BBL        | I     | 10º               | 33                | 9                 | 24                | 18                | 0.273             | No clasificado                                              | 1ª ronda (BT)         | Cuartos de final (BC) | Andreas Kapoulas |
| 2016–17                | BBL        | I     | 7º                | 33                | 16                | 17                | 32                | 0.485             | Cuartos de final, pierde con Newcastle Eagles               | Cuartos de final (BT) | 1ª ronda (BC)         | Andreas Kapoulas |

## Palmarés
- Campeón EBL División I (2011)
- Campeón National Cup (2010)
- Subcampeón National Cup (2013)

## Jugadores destacados
| - Christos Tapoutos - Fran Robles - Alex Gordon | - Raymond Sykes - Chaz Wlliams |